# Devils Postpile National Monument
Devils Postpile National Monument ist ein Schutzgebiet vom Typ eines National Monuments in der Gebirgskette Sierra Nevada im US-Bundesstaat Kalifornien. Kern des Gebietes ist ein 20 m hohes Kliff aus regelmäßigen Basalt-Säulen. Das Gebiet wurde 1911 von Präsident William Howard Taft unter Schutz gestellt und zunächst dem United States Forest Service zur Verwaltung übergeben. 1916 wurde es auf den neu eingerichteten National Park Service übertragen. 

## Beschreibung
Das Schutzgebiet liegt im Reds Meadow Valley, einem Hochtal auf der Westflanke der Sierra Nevada. Das Basalt-Kliff geht auf einen Lava-Strom zurück, der bei einem Vulkanausbruch vor rund 100.000 Jahren etwa 3 km oberhalb des heutigen Gebietes austrat. Er floss in ein ursprünglich nicht ganz 150 m tiefes Becken und kühlte darin langsam aus. Das langsame und gleichmäßige Erstarren der Lava zu Basalt ist der Grund, warum die sechseckigen Säulen des Gebietes zu den regelmäßigsten Vorkommen der Erde zählen. In der letzten Eiszeit vor etwa 10.000 Jahren wurde das Tal von einem Gletscher ausgeschliffen und die Säulen von der Seite und der Oberseite freigelegt. Durch die Erosion sind heute noch rund 20 m vom Boden der ursprünglichen Formation erhalten. 
Außer den Basaltsäulen sind zwei größere Wasserfälle und die Natur des Hochgebirges mit 360 Pflanzenarten, Schwarzbären, Pumas und Steinadler Attraktionen des Schutzgebietes. 
Rund um das Schutzgebiet liegt der Inyo National Forest, ein Nationalforst. Der Gebirgshauptkamm nördlich von Devils Postpile NM gehört zur Ansel Adams Wilderness, einem Wildnisschutzgebiet. Durch das Monument verlaufen die beiden Fernwanderwege John Muir Trail und Pacific Crest Trail. 
20 km nordwestlich liegt der Yosemite-Nationalpark, 55 km südöstlich die Sequoia-&-Kings-Canyon-Nationalparks.

## Touristische Einrichtungen
Das Devils Postpile National Monument ist aufgrund der Lage im Hochgebirge nur wenige Monate im Jahr zwischen Ende Juni und Ende Oktober zugänglich; die Zufahrt erfolgt mit Shuttlebussen. Private Fahrzeuge sind nur erlaubt, wenn Besucher vor oder nach den Betriebsstunden des Busservice ankommen oder im Gebiet übernachten. Die Transportkosten sind in jedem Fall zu entrichten, unabhängig davon ob der Bus in Anspruch genommen wird oder nicht. Diese Beschränkung wurde 1994 erforderlich, weil der Strom der Besucherfahrzeuge das Naturerlebnis nachhaltig minderte und nicht ausreichend Parkplätze im Gebiet vorhanden sind.
Das Devils Postpile National Monument ist mit 3,2 km² das kleinste Schutzgebiet in der Sierra Nevada und erreicht wegen der kurzen Öffnungsdauer im Jahr nur eine relativ geringe Besucheranzahl von 67.400. Im Gebiet liegt das Reds Meadow Resort, ein gehobenes Hotel, und ein einfacher Campingplatz. Das Nationalmonument ist der Ausgangspunkt für Tageswanderungen und mehrtägige Trekkingtouren in der Sierra Nevada. 